# Laura La Varnie
Laura La Varnie est une actrice américaine née le 2 mars 1853 à Jefferson City (Missouri) (États-Unis), décédée le 18 septembre 1939 à Los Angeles en Californie.

## Filmographie partielle
- 1916 : Madeleine (The Making of Maddalena) de Frank Lloyd
- 1917 : Les Déboires de Philomène (Are Waitresses Safe?) de Hampton Del Ruth et Victor Heerman : rôle non crédité
- 1918 : Mickey de F. Richard Jones et James Young
- 1918 : Those Athletic Girls de Edward F. Cline
- 1919 : Les Blés d'or (The Unpainted Woman) de Tod Browning
- 1922 : Head over Heels (en) de Paul Bern et Victor Schertzinger
- 1922 : Frigo à l'Electric Hotel (The Electric House) de Buster Keaton et Edward F. Cline
- 1924 : Poisoned Paradise de Louis J. Gasnier
- 1926 : The Bells de James Young
- 1926 : Raggedy Rose de Richard Wallace
- 1927 : The Honorable Mr. Buggs de Fred Jackman
- 1930 : Voleuse (The Devil's Holiday) de Edmund Goulding